# Лінкун Микола Йосипович
Микола Йосипович Лінкун (1904, місто Воронеж, Російська Федерація — 1977, місто Москва, Російська Федерація) — радянський партійний діяч, 1-й секретар Дагестанського обкому ВКП(б). Член Центральної Ревізійної Комісії ВКП(б) в 1939—1952 р. Кандидат економічних наук, доцент.

## Біографія
Народився в родині гірничого робітника. У 1919 році вступив до комсомолу. У червні 1919 — лютому 1921 року — наймит у різних селян в селі Ясинівка Бахмутського повіту Катеринославської губернії.
У лютому 1921 — листопаді 1925 року — вибійник шахти № 5—6 Сталінського округу на Донбасі.
Член ВКП(б) з листопада 1925 року.
У листопаді 1925 — вересні 1927 року — голова правління робітничого клубу імені Ходаковського шахти № 5—6 Сталінського округу.
У вересні 1927 — червні 1929 року — курсант радянської партійної школи ІІ-го ступеня у місті Сталіно. У червні 1929 — лютому 1931 року — лектор радянської партійної школи ІІ-го ступеня у місті Сталіно.
У лютому — липні 1931 року — секретар центрального шахтного комітету КП(б)У в місті Сталіно.
У липні 1931 — вересні 1932 року — заступник завідувача, завідувач відділу культурно-освітньої роботи Сталінського міського комітету КП(б)У.
У вересні 1932 — березні 1933 року — слухач інституту підготовки кадрів Інституту червоної професури у Москві.
У березні 1933 — вересні 1935 року — заступник начальника політичного відділу Євпаторійського зернорадгоспу Ак-Мечетенського району Кримської АРСР.
У вересні 1935 — лютому 1938 року — слухач аграрного відділення Інституту червоної професури у Москві.
У лютому 1938 — січні 1939 року — відповідальний організатор відділу керівних партійних органів ЦК ВКП(б).
У січні 1939 — 27 вересня 1942 року — 1-й секретар Дагестанського обласного комітету ВКП(б).
Учасник німецько-радянської війни з вересня 1942 року. У вересні 1942 — грудні 1944 року — заступник із політичної частини начальника тилу 49-ї армії на Західному і 2-му Білоруському фронтах. У грудні 1944 — травні 1946 року — заступник із політичної частини начальника тилу — начальник політичного відділу тилу 26-ї армії на 3-му Українському фронті.
У травні 1946 — квітні 1947 року — 2-й секретар Астраханського міського комітету ВКП(б).
У квітні 1947 — листопаді 1948 року — 2-й секретар Астраханського обласного комітету ВКП(б).
У грудні 1948 — вересні 1951 року — аспірант Академії суспільних наук при ЦК ВКП(б) у Москві.
У вересні 1951 — вересні 1953 року — викладач, завідувач кафедри економічних наук Воронезької обласної партійної школи.
У вересні 1953 — лютому 1956 року — завідувач кафедри політичної економії Воронезького державного університету.
У лютому 1956 — грудні 1957 року — вчений секретар, у грудні 1957 — серпні 1969 року — заступник директора з наукової частини, у березні 1969 — травні 1971 року — в.о. старшого наукового співробітника Інституту економіки Академії наук СРСР в Москві.
З травня 1971 року — персональний пенсіонер союзного значення у Москві. Помер у грудні 1977 року.

## Звання
- підполковник
- полковник

## Нагороди
- орден Вітчизняної війни I ст. (6.07.1944)
- орден Вітчизняної війни II ст. (16.07.1945)
- орден Червоної Зірки (28.09.1943)
- ордени
- медалі